# Nowoseliwka (rejon pokrowski)
Nowoseliwka (ukr. Новоселівка) – wieś na Ukrainie, w obwodzie donieckim, w rejonie pokrowskim. W 2001 liczyła 541 mieszkańców.